# Chédigny
Chédigny település Franciaországban, Indre-et-Loire megyében. Lakosainak száma 560 fő (2022. január 1.). Chédigny Sublaines, Azay-sur-Indre, Chambourg-sur-Indre, Cigogné, Reignac-sur-Indre és Saint-Quentin-sur-Indrois községekkel határos.

## Népesség
A település népességének változása:
| Lakosok száma | 431  | 420  | 445  | 519  | 569  | 567  | 558  | 560  | 559  | 560  |
|               | 1968 | 1982 | 1990 | 2006 | 2013 | 2015 | 2017 | 2019 | 2020 | 2022 |